# Zapasy na Igrzyskach Wysp Oceanu Indyjskiego 2007
Turniej w ramach Igrzysk Wysp Oceanu Indyjskiego w 2007 - Antananarywa  rozegrano w dniach 9-11 sierpnia.

## Tabela medalowa[2]
Gospodarz zawodów został zaznaczony kolorem.
| Poz.  | Państwo    |    |    |    | Łącznie |
| ----- | ---------- | -- | -- | -- | ------- |
| 1.    | Madagaskar | 6  | 3  | 5  | 14      |
| 2.    | Reunion    | 5  | 7  | 2  | 14      |
| 3.    | Mauritius  | 3  | 4  | 7  | 14      |
| 4.    | Komory     | 0  | 0  | 3  | 3       |
| Razem | Razem      | 14 | 14 | 17 | 45      |

## Wyniki

### W stylu wolnym
| Kat. wagowa |                            |                      |                                    |
| ----------- | -------------------------- | -------------------- | ---------------------------------- |
| 55 kg       | Francois Rakotoarilala     | Reu Payet            | Jimresh Hevonor                    |
| 60 kg       | Fabien Andriamihanta       | Josian Hoarau        | Jean Yves Alexis                   |
| 66 kg       | Bernard Andrianirinamalala | Wilfried Sellaye     | Kenneth Leopold                    |
| 74 kg       | Thomas Fontaine            | Fenosoa Razafimahova | Rodney Perrine Aboubakar Syaka     |
| 84 kg       | Rudy Damour                | Christopher Albert   | Henintsoa Rafidinjanahary          |
| 96 kg       | Elvis Rakotoarisoa         | Alexandre Barret     | Max Gildo Lamvohu Ibrahim Mlatamou |
| 125 kg      | Emmanuel Sénardière        | Alexandre Cleyven    | Solofoniaina Ravoniarison          |

### W stylu wolnym kobiet
| Kat. wagowa |                           |                          |                                   |
| ----------- | ------------------------- | ------------------------ | --------------------------------- |
| 48 kg       | Joanna Youn Chen Hin      | Melanie Bibian           | Onilalaina Harnelle Razafiharisoa |
| 51 kg       | Laurence Hoarau           | Marie Milazar            | Solo Mioranirina                  |
| 55 kg       | Tsilavaina Andriantsalama | Maria Anna Collect       | Maximilienne Maillot              |
| 59 kg       | Christelle Dalleau        | Ando Rakotoarivelo       | Cindy Marcelin                    |
| 63 kg       | Clairmen Albert           | Haingotiana Razafiarisoa | Julie Guillaume                   |
| 67 kg       | Josiane Soloniaina        | Sandrine Bellot          | Natasha Fournier                  |
| 72 kg       | Dannelle Roussety         | Ali Beatrice Salah       | Lydia Fahendrena Abadou A Baraka  |